# Minuartia campestris
Minuartia campestris är en nejlikväxtart. Minuartia campestris ingår i släktet nörlar, och familjen nejlikväxter.

## Underarter
Arten delas in i följande underarter:
- M. c. campestris
- M. c. squarrosa